# Manuel de Arriaga

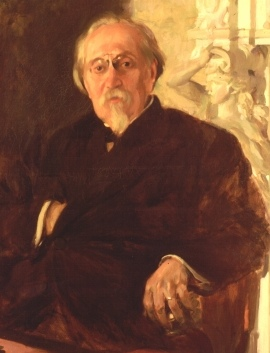
Manuel de Arriaga

Manuel José de Arriaga Brum de Silveira e Peyrelongue [mɐnuˈɛɫ ʒuˈzɛ dɨ ɐʁiˈaɣɐ bɾũ dɐ siɫˈvɐjɾɐ] (Horta, 8 juni 1840 - Lissabon, 5 maart 1917) was een Portugees politicus.
Manuel de Arriaga studeerde rechten aan de Universiteit van Coimbra (1860-1865). Hier kwam hij in aanraking met het republikeins gedachtegoed. Zijn toetreding tot de Republikeinse partij leverde een groot conflict op met zijn vader, die hem onterfde.
In 1882 werd hij als republikein voor het eiland Madeira in het parlement gekozen. De Arriaga stond bekend als een uitstekend redenaar en mede daardoor groeide de invloed van de republikeinse partij.
In 1890 werd De Arriaga wegens zijn aandeel in een republikeinse demonstratie korte tijd vastgezet. Op 31 januari 1891 werd hij in het Directorium van de Portugese Republikeinse Partij gekozen (PRP). Hij stond spoedig bekend als leider van de gematigde vleugel van de partij. Anders dan de meeste andere republikeinen, onderhield hij goede relaties met de Rooms-Katholieke Kerk. Na de Portugese revolutie van 1910, waarbij de monarchie van koning Manuel II werd vervangen door de republiek werd De Arriage rector van de Universiteit van Coimbra. Later werd hij hoofdaanklager. Na de aanname van een republikeinse grondwet stelde De Arriaga zich namens de gematigde vleugel der PRP kandidaat voor het ambt van president. Zijn voornaamste opponent was Bernardino Machado, de radicale kandidaat, die door Afonso Costa werd gesteund. De Arriaga kreeg de meeste stemmen van de parlementariërs en werd de eerste gekozen president van Portugal en hij volgde het voorlopig staatshoofd Teófilo Braga op. Dit was een nederlaag voor de radicalen.
Tijdens zijn ambtstermijn (1911-1915) had De Arriaga te kampen met talrijke problemen, waarvan de voornaamste waren: de verregaande radicalisering van een deel van de PRP, wat resulteerde in de oprichting van de Portugese Democratische Partij onder Costa,monarchistische revoltes onder kapitein Paiva Couceiro, politieke instabiliteit (kabinetswisselingen; 9 premiers in vijf jaar tijd) en de crisis rond Portugals mogelijke deelname aan de Eerste Wereldoorlog aan de zijde der Entente. Dit laatste probleem leidde tot ernstige verdeeldheid. Uiteindelijk besloot men mee te doen aan de oorlog, teneinde zo Portugals koloniën in Afrika veilig te stellen (Groot-Brittannië dreigde Portugals koloniën te annexeren wanneer men niet meedeed aan de strijd).
De voortdurende verdeeldheid binnen het republikeinse kamp was De Arriage een doorn in het oog. Met name het beleid van de Democratische Partij bracht het land aan de rand van de afgrond. De Arriaga's voortdurende pogingen om eenheid te smeden faalden en hij benoemde uiteindelijk op 28 januari 1915 generaal Joaquim Pimenta de Castro tot premier. Generaal Pimente de Castro trok uiteindelijk alle macht naar zich toe en regeerde als dictator. Een constitutionele revolutie maakte op 14 mei 1915 een einde aan de kortstondige dictatuur. President De Arriaga was in diskrediet geraakt omdat hij generaal Pimente de Castro tot premier had benoemd. Twaalf dagen na de val van de generaal besloot De Arriage zijn ontslag aan te bieden.
Op 5 maart 1917 overleed Manuel de Arriaga. Hij werd bijgezet in het familiegraf op de begraafplaats Cemitério dos Prazeres in Lissabon. Zijn stoffelijke resten werden in 2005 overgebracht naar het Panteão Nacional (Nationaal Pantheon).